# ویاچسلاو مولوتف
وِیاچسْلاو میخائلوویچ مولوتُف (روسی: Вячесла́в Миха́йлович Мо́лотов؛ زادهٔ ۹ مارس ۱۸۹۰ – درگذشتهٔ ۸ نوامبر ۱۹۸۶) یک سیاستمدار بلشویک و دیپلمات اهل اتحاد جماهیر شوروی بود که به عنوان وزیر امورخارجهٔ اتحاد جماهیر شوروی سوسیالیستی خدمت کرد.

## زندگی‌نامه
مولوتف با نام اصلی ویاچسلاو میخائیلوویچ اسکریابین در روستای کوکارکا، یارانسک (هم‌اکنون سوتسک استان کیروف) به دنیا آمد. پسر یک شاگرد مغازه بود. وی در یک مدرسهٔ راهنمایی در کازان تحصیل نمود و در سال ۱۹۰۶ به حزب سوسیال دموکرات کارگری روسیه (RSDLP) پیوست. وی به‌زودی به حزب رادیکال بلشویک به رهبری ولادیمیر لنین گرایش پیدا کرد. اسکریابین برای فعالیت‌های سیاسی نام مستعار مولوتف (به معنی چکش) برای خود برگزید. در سال ۱۹۰۹ وی دستگیر شد و به مدت دو سال در وولوگدا در تبعید گذراند.
مهمترین دوره وی وزارت امورخارجه در جنگ جهانی دوم تا پیش از آفند بزرگ آلمان به شوروی بود. وی در زمان انعقاد پیمان‌نامه مولوتوف-ریبنتروپ وزیر امورخارجه بود و همچنین در مذاکرات پیوستن به محور اتحادجماهیر شوروی نیز به عنوان سخنگوی استالین با در مذاکره با هیتلر در آلمان نقش بزرگی بر عهده داشت.
وی که پست‌های نخست‌وزیری و وزارت امور خارجهٔ اتحاد شوروی را بر عهده داشت در ۸ نوامبر ۱۹۸۶ در سن ۹۶ سالگی درگذشت.

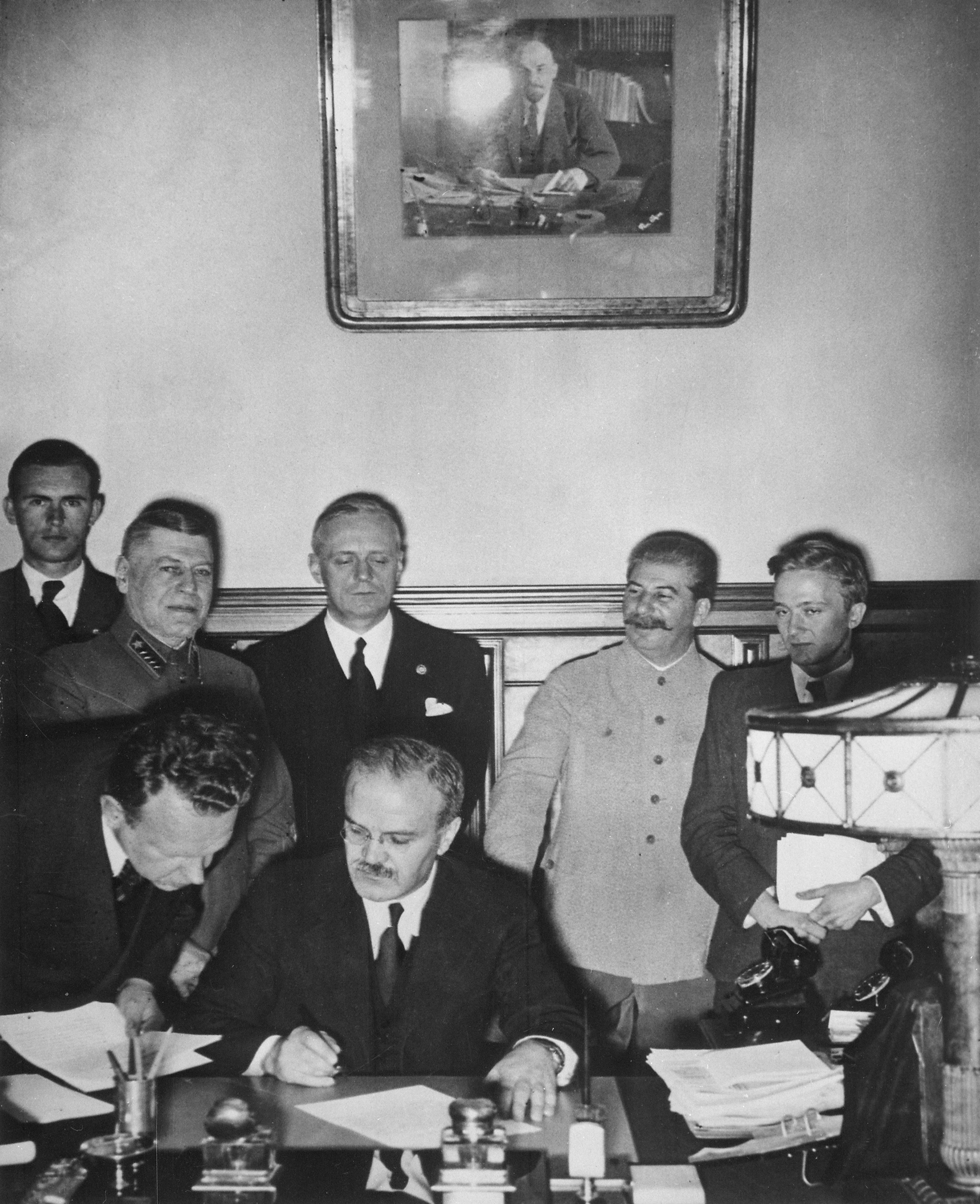
مولوتف هنگام امضاء پیمان‌ مولوتف-ریبنتروپ در کاخ کرملین مسکو در حضور ژوزِف استالین.

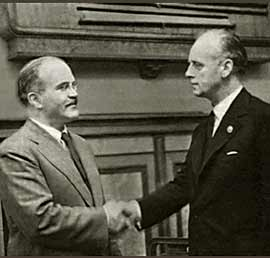
مولوتف وزیر امورخارجه شوروی در حال دست دادن با یواخیم فُن ریبِنتروپ وزیر امورخارجه آلمان در روز امضای پیمان مولوتف-ریبنتروپ در کرملین مسکو.